# Syagrus werdermannii
Syagrus werdermannii Burret é uma palmeira popularmente conhecida pelo nome de Coco-de-vassoura que tem seu habitat nas áreas de cerrado aberto do sul do estado da Bahia, especificamente na região de Caetité.
Sendo uma espécie de ocorrência muito restrita e devido a destruição de seu habitat, corre algum risco de extinção. Porém, tratando-se de uma planta bastante ornamental, viveiristas e colecionadores a estão distribuindo e plantando em grandes gramados de parques e jardins de outras regiões, diminuindo o perigo do seu eventual desaparecimento.
Em geral apresenta-se em agrupamentos ou colônias que atingem um metro e meio aproximadamente. Os frutos, que amadurecem na primavera, têm forma arredondada e cor verde-amarelada. São muito apreciados pela fauna local.
A palmeira coco-de-vassoura é também conhecida como coco-de-raposa e coco-de-peneira.